# Agatóstenes
Agatóstenes (em grego clássico: Ἀγαθοσθένης) foi um historiador ou filósofo grego de período incerto, que é referido por Tzetzes como sua autoridade em assuntos relacionados com a geografia.  Há menção de uma obra de Agatóstenes chamada "Carmina Asiática", onde alguns escritores leem o nome "Aglaóstenes";  para Aglóstenes ou Aglóstenes, que é por alguns considerado o mesmo que Agatóstenes, escreveu uma obra sobre a história de Naxos, da qual nada resta, mas que foi muito usada por escritores antigos.